# Dem No Know Demself
Dem No Know Demself är ett album av reggaemusikern Lutan Fyah, utgivet 2004.

## Låtlista
1. "Keepin It Straight" - 4:17
2. "Clearance" - 3:42
3. "Dem No Know Demself" - 3:43
4. "Chances Are" - 3:48
5. "Peace feat. Luciano and Taffari" - 4:02
6. "A Mount of Lovin" - 4:28
7. "Cold Shoulder" - 3:35
8. "De Youth Dem" - 3:41
9. "Who Draw Last" - 4:24
10. "Getto Stress" - 3:42
11. "Black King feat. Jah Mason" - 3:55
12. "My Reputation feat. Al Pancho" - 6:33